# Linzang pręgowany
Linzang pręgowany (Prionodon linsang) – gatunek drapieżnego ssaka z rodziny linzangów (Prionodontidae). Jest to gatunek najmniejszej troski.

## Taksonomia
Gatunek po raz pierwszy zgodnie z zasadami nazewnictwa binominalnego opisał w 1821 roku przyrodnik i oficer brytyjski Thomas Hardwicke nadając mu nazwę Viverra linsang. Jako miejsce typowe odłowu holotypu Hardwicke wskazał Malakkę w Malezji.

### Etymologia
- Prionodon: gr. πριων priōn, πριονος prionos „piła”; οδους odous, οδων odōn „ząb”[12]
- linsang: jaw. nazwa Linsang dla tego zwierzęcia[13].
- gracilis: łac. gracilis lub gracilus „smukły, elegancki, szczupły”[14].

## Zasięg występowania
Linzang pręgowany występuje w zależności od podgatunku:
- P. linsang linsang – południowa Mjanma, Półwysep Malajski, Sumatra i południowa Tajlandia.
- P. linsang gracilis – Bangka, Belitung, Borneo i Jawa.

## Morfologia
Smukłe, beżowe, pasiaste zwierzę o małej głowie i spiczastym pyszczku. Na ogonie ma 7 lub 8 ciemnych pasów. Posiada futro na dolnej części stopy. Ma bardzo ostre zęby oraz pazury.
Długość ciała wynosi 37,9–45 cm, długość ogona 33–37,5 cm. Osiąga masę ciała między 590–800 g.

## Ekologia

### Biotop
Żyje w lasach deszczowych, przebywa głównie na drzewach.

### Styl życia
Linzang pręgowany jest typem samotnika. Staje się aktywny nocą. Żyją średnio około 10 lat.

### Dieta
Poluje na drobne kręgowce, ale zjada także owady oraz jaszczurki.

### Rozmnażanie
Ciąża trwa dwa miesiące, rodzą się zazwyczaj dwa młode. Matka zajmuje się młodymi, aż do dorosłości, samiec natomiast opuszcza je, matka może odstawić młode od piersi.